# Doddabommanahalli, Chintamani
Doddabommanahalli là một làng thuộc tehsil Chintamani, huyện Kolar, bang Karnataka, Ấn Độ.